# Base Aérea de Al-Dhafra
La  Base Aérea de Al-Dhafra  (104) (IATA: DHF, OACI: OMAM) es una base aérea del Ejército del Aire francés situado en la Base Aérea de Al-Dhafra del ejército del aire de los Emiratos Árabes Unidos 30 km al sur de Abu Dabi. La base está compartida por Emiratos Árabes Unidos, Estados Unidos y Francia.
La base francesa es una base mixta de los tres componentes de las fuerzas armadas de Francia. Desde 2009 alberga 250 militares franceses. Es la base de los siguientes escuadrones:
- Escadron de chasse 1/2 Cigognes (3 Dassault Mirage 2000-5) desde 2009
- Groupe de ravitaillement en vol 93 Bretagne (C-135FR)
- Escadron de chasse 3/33 Lorraine (3 Dassault Rafale)